# Biagioniïta
La biagioniïta és un mineral de la classe dels sulfurs. Rep el nom en honor de Cristian Biagioni (28 d'abril de 1981, Lucca, Toscana, Itàlia), professor de mineralogia al Departament de Ciències de la Terra de la Universitat de Pisa. És coautor de la descripció de més de 50 noves espècies minerals. S'especialitza en la mineralogia de la Toscana i la mineralogia sistemàtica, amb especial atenció a les sulfosals.

## Característiques
La biagioniïta és una sulfosal de fórmula química Tl₂SbS₂. Va ser aprovada com a espècie vàlida per l'Associació Mineralògica Internacional l'any 2019, sent publicada per primera vegada el 2020. Cristal·litza en el sistema monoclínic. La seva duresa a l'escala de Mohs és 3. És isostructural i l'anàleg amb TlSb de la dervil·lita. Químicament és semblant a diverses espècies, com la weissbergita, la pierrotita, la parapierrotita i a unes quantes espècies sense nom; també és comparable amb la drechslerita.
L'exemplar que va servir per a determinar l'espècie, el que es coneix com a material tipus, es troba conservat a les col·leccions mineralògiques del Museu d'Història Natural de la Universitat de Florència, a Itàlia, amb el número de catàleg: 46582/g.

## Formació i jaciments
Va ser descoberta al Canadà, al dipòsit d'or de Hemlo, dins la municipalitat de Bomby, al districte de Thunder Bay (Ontario), on es troba en forma de cristalls anèdrics de fins a 65 μm, normalment associada a estibarseni, or, calcita i aurostibita. Es tracta de l'únic indret de tot el planeta on ha estat descrita aquesta espècie mineral.